# Kralovice (Plzeň)
Kralovice (in tedesco Kralowitz) è una città della Repubblica Ceca facente parte del distretto di Plzeň-sever, nella regione di Plzeň.